# Les Arcs (Var)
Pour les articles homonymes, voir Les Arcs.
Les Arcs-sur-Argens redirige ici.
Les Arcs (Var) ou Les Arcs-sur-Argens est une commune française située dans le département du Var, en région Provence-Alpes-Côte d'Azur.
Ses habitants sont appelés les Arcois et font partie de la Dracénie Provence Verdon agglomération (ex-Communauté d'Agglomération Dracénoise) comprenant 23 communes.

## Géographie

### Localisation
La commune est située à 11 km au sud de Draguignan, 9 km du Muy et 18 du Luc.

### Communes limitrophes
Les communes limitrophes sont Draguignan, La Motte, Le Muy, Taradeau, Trans-en-Provence et Vidauban.

### Lieux-dits et hameaux
La commune compte quelques hameaux, dont celui de la Baume. Celui des Nourradons est le plus important.

### Géologie et relief
Traversée par l'Argens, au sud le massif forestier des Maures.
Les Arcs a la particularité d'avoir un quartier médiéval qui surplombe le centre-ville et 1 500 hectares de forêt communale au cœur du massif des Maures. L'origine de la signification du mot « Arcs » viendrait du mot « arcus » (arc, arches de pont), les arches d'un pont sur l'Argens qui deviendra au fil du temps Les Arcs-sur-Argens.

### Sismicité
Commune située dans une zone de sismicité faible.

### Hydrographie et eaux souterraines
Cours d'eau aux Arcs ou à son aval, :
- la commune est arrosée par l'Argens, fleuve côtier de 116 km de long, ainsi que par deux de ses affluents, l'Aille et le Réal ;
- ruisseaux le réal, de l'arguillet, la blaquière, la Condamnine, Florieye ;
- vallons de l'arène, de lambiscoti, de sainte-cécile, du verne, de la coucourelle, du purgatoire, de bozole, des valettes, des déguiers.

Les Arcs-sur-Argens dispose d'une station d'épuration d'une capacité de 13 000 équivalent-habitants.

### Climat
Pour des articles plus généraux, voir Climat de Provence-Alpes-Côte d'Azur et Climat du Var.
En 2010, le climat de la commune est de type climat méditerranéen franc, selon une étude du Centre national de la recherche scientifique s'appuyant sur une série de données couvrant la période 1971-2000. En 2020, Météo-France publie une typologie des climats de la France métropolitaine dans laquelle la commune est exposée à un climat méditerranéen et est dans la région climatique  Var, Alpes-Maritimes, caractérisée par une pluviométrie abondante en automne et en hiver (250 à 300 mm en automne), un très bon ensoleillement en été (fraction d’insolation > 75 %), un hiver doux (8 °C) et peu de brouillards. 
Pour la période 1971-2000, la température annuelle moyenne est de 14,9 °C, avec une amplitude thermique annuelle de 16,4 °C. Le cumul annuel moyen de précipitations est de 893 mm, avec 6,5 jours de précipitations en janvier et 1,9 jours en juillet. Pour la période 1991-2020, la température moyenne annuelle observée sur la station météorologique installée sur la commune est de 15,5 °C et le cumul annuel moyen de précipitations est de 803,1 mm. 
La température maximale relevée sur cette station est de 41,3 °C, atteinte le 27 juin 2019 ; la température minimale est de −8,7 °C, atteinte le 13 février 1999,,. 
| Mois                                  | jan.          | fév.            | mars          | avril         | mai           | juin          | jui.          | août           | sep.          | oct.            | nov.            | déc.          | année     |
| ------------------------------------- | ------------- | --------------- | ------------- | ------------- | ------------- | ------------- | ------------- | -------------- | ------------- | --------------- | --------------- | ------------- | --------- |
| Température minimale moyenne (°C)     | 1,6           | 1,7             | 4,1           | 7,2           | 11            | 14,5          | 16,7          | 16,4           | 13,1          | 10,1            | 5,7             | 2,5           | 8,7       |
| Température moyenne (°C)              | 7,3           | 8,1             | 11            | 14,1          | 18            | 22,3          | 24,8          | 24,7           | 20,6          | 16,5            | 11,2            | 7,9           | 15,5      |
| Température maximale moyenne (°C)     | 13,1          | 14,5            | 17,8          | 20,9          | 25,1          | 30            | 33            | 33             | 28,2          | 22,8            | 16,8            | 13,3          | 22,4      |
| Record de froid (°C) date du record   | −8,2 30.01.05 | −8,7 13.02.1999 | −8,2 02.03.05 | −2,8 08.04.21 | 3,1 07.05.19  | 4,1 03.06.06  | 8,7 17.07.00  | 8,9 31.08.1998 | 4,2 21.09.17  | −2,2 30.10.1997 | −8,1 23.11.1998 | −8,6 25.12.01 | −8,7 1999 |
| Record de chaleur (°C) date du record | 23,1 10.01.15 | 26,3 03.02.20   | 28,2 22.03.02 | 30,8 07.04.11 | 35,5 27.05.22 | 41,3 27.06.19 | 39,7 20.07.23 | 40,7 08.08.15  | 37,5 05.09.16 | 33,9 08.10.23   | 26,3 06.11.13   | 22,5 24.12.18 | 41,3 2019 |
| Précipitations (mm)                   | 61,9          | 52,8            | 52,5          | 66,4          | 56,8          | 57,7          | 16,4          | 32,7           | 62,9          | 117             | 146,6           | 79,4          | 803,1     |

| Diagramme climatique                                  |             |             |             |            |            |            |            |              |             |              |             |
| J                                                     | F           | M           | A           | M          | J          | J          | A          | S            | O           | N            | D           |
| 13,11,661,9                                           | 14,51,752,8 | 17,84,152,5 | 20,97,266,4 | 25,11156,8 | 3014,557,7 | 3316,716,4 | 3316,432,7 | 28,213,162,9 | 22,810,1117 | 16,85,7146,6 | 13,32,579,4 |
| Moyennes : • Temp. maxi et mini °C • Précipitation mm |             |             |             |            |            |            |            |              |             |              |             |

Les paramètres climatiques de la commune ont été estimés pour le milieu du siècle (2041-2070) selon différents scénarios d'émission de gaz à effet de serre à partir des nouvelles projections climatiques de référence DRIAS-2020. Ils sont consultables sur un site dédié publié par Météo-France en novembre 2022.

## Urbanisme

### Typologie
Au 1er janvier 2024, Les Arcs est catégorisée petite ville, selon la nouvelle grille communale de densité à sept niveaux définie par l'Insee en 2022.
Elle appartient à l'unité urbaine de Draguignan, une agglomération intra-départementale regroupant six  communes, dont elle est une commune de la banlieue,,. Par ailleurs la commune fait partie de l'aire d'attraction de Draguignan, dont elle est une commune de la couronne,. Cette aire, qui regroupe 11 communes, est catégorisée dans les aires de 50 000 à moins de 200 000 habitants,.

### Occupation des sols

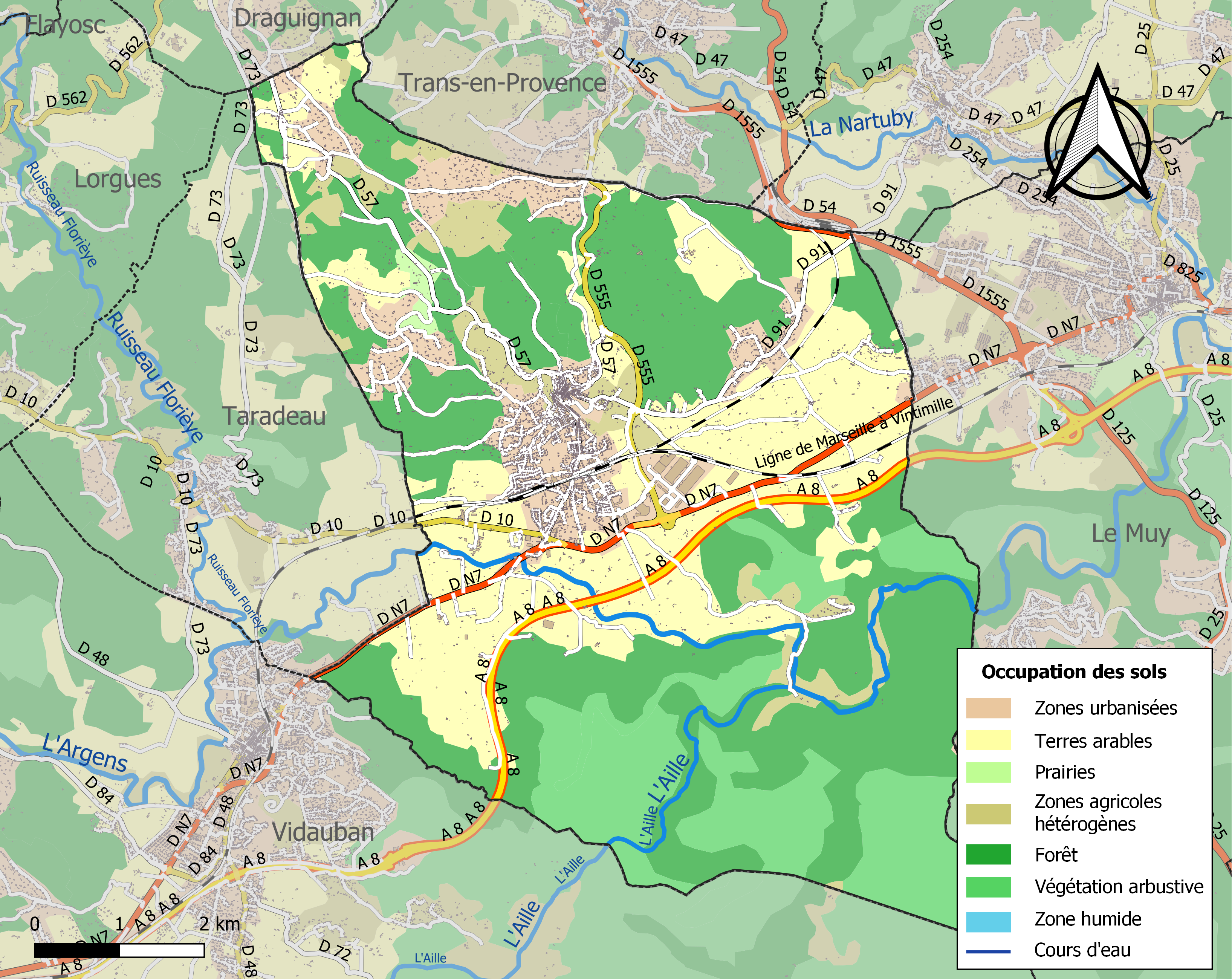
Carte de l'occupation des sols de la commune en 2018 (CLC).

L'occupation des sols de la commune, telle qu'elle ressort de la base de données européenne d’occupation biophysique des sols Corine Land Cover (CLC), est marquée par l'importance des forêts et milieux semi-naturels (54,7 % en 2018), en diminution par rapport à 1990 (61,6 %). La répartition détaillée en 2018 est la suivante : forêts (39,7 %), cultures permanentes (27,4 %), milieux à végétation arbustive et/ou herbacée (14,9 %), zones urbanisées (10,3 %), zones agricoles hétérogènes (5,8 %), zones industrielles ou commerciales et réseaux de communication (1,2 %), prairies (0,6 %).
L'IGN met par ailleurs à disposition un outil en ligne permettant de comparer l’évolution dans le temps de l’occupation des sols de la commune (ou de territoires à des échelles différentes). Plusieurs époques sont accessibles sous forme de cartes ou photos aériennes : la carte de Cassini (XVIIIe siècle), la carte d'état-major (1820-1866) et la période actuelle (1950 à aujourd'hui).

### Voies de communication et transports
La commune est accessible par les routes départementales 57 et 91. Elle est également traversée par la route nationale 7 et l'autoroute A8 (entre la sortie Le Muy et la jonction avec l'autoroute A57).
- Transport en Provence-Alpes-Côte d'Azur

La commune est desservie par le réseau Transport en Dracénie (TEDBus) avec la ligne 5 (Draguignan - Halte Routière <> Les Arcs - Gare SNCF par Trans-en-Provence) ; la ligne 9 (Draguignan - Collège Sainte-Marthe <> Vidauban - La Péade par Trans-en-Provence et Les Arcs) ; et la ligne 13 (La Motte - Écoles <> Lorgues - Parking Jean Moulin par Le Muy, Trans-en-Provence, Les Arcs et Taradeau).
La commune est également desservie par le réseau régional de transports en commun Zou ! (ex Varlib) avec les lignes 2801 (Les Arcs <> Toulon) ; 4201 (Brignoles <> Draguignan) ; et 7201 (Les Arcs <> Ste-Maxime <> Le Plan-de-la-Tour) ; ainsi que la Ligne Express Régional 36 (LER36) qui relie l'Aéroport de Marseille, la Gare TGV d'Aix-en-Provence à Le Muy au Rond-Point Gastinel.

#### Lignes SNCF
Elle dispose d'une gare SNCF (gare des Arcs-Draguignan) desservie par le TGV, qui irrigue le haut pays varois, la Dracénie et le golfe de Saint-Tropez et dessert environ 200 000 habitants. La gare des Arcs - Draguignan est desservie par le TGV vers Gare de Nice-Ville, Gare de Marseille-Saint-Charles et Paris, ainsi que par les TER PACA.

#### Ports
- Ports en Provence-Alpes-Côte d'Azur :
  - Rade de Toulon,
  - Port Lympia (port de Nice),
  - Port Hercule (Port de Monaco).

## Toponymie
L'antique Castrum de Arcubus (château des Arcs) fait référence aux arches d'un pont, comme ses homonymes Arcs, Ars, Arques ou Arches qui désignent une vingtaine de communes en France.
 En 1010 : Arcos.
En latin : Archus, Arci, Arch, Arcs.
Les Arcs s'écrivent en provençal et selon la graphie mistralienne Leis Arc, mais aussi Lous Arc.
Lous est la forme classique en langue d'oc de l'article défini pluriel ; il a évolué et se maintient en « lei » (« leis » devant voyelle) en provençal maritime (li en provençal rhodanien). Selon la Grammaire du provençal varois du professeur et félibre Jean-Luc Domenge, Lous Arc est la version locale et donc conservatrice du nom. En conséquence, on dira « Lous Arcs » aux Arcs et environs mais on rétablit la forme en « lei » ailleurs en Provence maritime parlant des Arcs.
L'équivalent de Leis / lous Arc en graphie classique est : Leis Arcs / Los Arcs, cette dernière rétablissant le pluriel qui n'est pas prononcé.
On peut donc dire que le blason (voir article ci-après) a été créé sans tenir compte de cette étymologie car il ne s'agit pas de l'arme ; un pont avec arche(s) aurait été plus approprié.
Frédéric Mistral explique que le toponyme provient « d'un ancien pont sur lequel la Voie Aurélienne franchissait l'Argens ».

## Histoire

### Préhistoire
La présence humaine sur la commune remonte à la Préhistoire. Des fouilles, dans les marais du Thouar, ont mis au jour les traces de deux cabanes, datant de l'âge du bronze. Vers 900 av. J.-C., un habitat permanent a été retrouvé, dans un milieu plus sec, non loin des premières fouilles.

### Antiquité
Des découvertes de sépultures et cimetières ruraux en Provence orientale à l'époque romaine ont été relevés sur la commune.
Autres vestiges : La villa gallo-romaine des Laurons (Quartier Saint-Pierre).

### Moyen Âge
XIe siècle : construction en 1038 de l'abbaye de la Celle-Roubaud. Elle comporte une chapelle, monument historique classé.
XIIe siècle : la famille de Villeneuve, venant de Catalogne, garda la seigneurie jusqu'au XVIIe siècle. Le château est construit pendant cette période par Arnaud II de Villeneuve.
Construction de l'église Notre-Dame, devenue la chapelle Saint-Pierre du Parage : église romane utilisée actuellement comme salle de concert et d'exposition. Des fouilles dans cette chapelle attestent une présente humaine du Ier siècle av. J.-C.
XIIIe siècle : construction du donjon appelé « Tour Sarrasine » qui servira de salle commune, de « Trésor »,. En 1201, le premier seigneur des Arcs, Géraud de Villeneuve, s'établit au château. Naissance de sainte Roseline en 1263.

### Renaissance
XVIIe siècle : en 1612, la baronnie devient un marquisat par la grâce de la reine Marie de Médicis, mère de Louis XIII, en faveur d'Arnaud de Villeneuve de Bouliers. Le campanile de la tour de l'Horloge date de 1662 ; il est à peu près concomitant de celui de la tour de l'horloge de Draguignan.

### Période moderne
XVIIIe siècle : destruction du château pendant la Révolution sur ordre de Barras ainsi que de la porte des miracles et de la salle des corps de garde. Mais la tour sera sauvée de la destruction par son secrétaire, Victor Grand, originaire des Arcs.

### Période contemporaine
XIXe siècle : construction de l'église du Martyre de Saint-Jean-Baptiste en 1850, qui possède un polyptyque daté de 1501 de Louis Bréa. L'église mesure 35 mètres de long, et 18 mètres de hauteur ainsi que de largeur.
XXe siècle : en 1948, le 11 novembre la commune des Arcs-sur-Argens est citée par le secrétaire d’État aux forces armées Max Lejeune à l'ordre de la brigade et comporte l'attribution de la Croix de guerre avec étoile de bronze grâce à la magnifique conduite et à l'esprit de sacrifice au cours des combats du 16 août 1944 lors du débarquement de Provence.

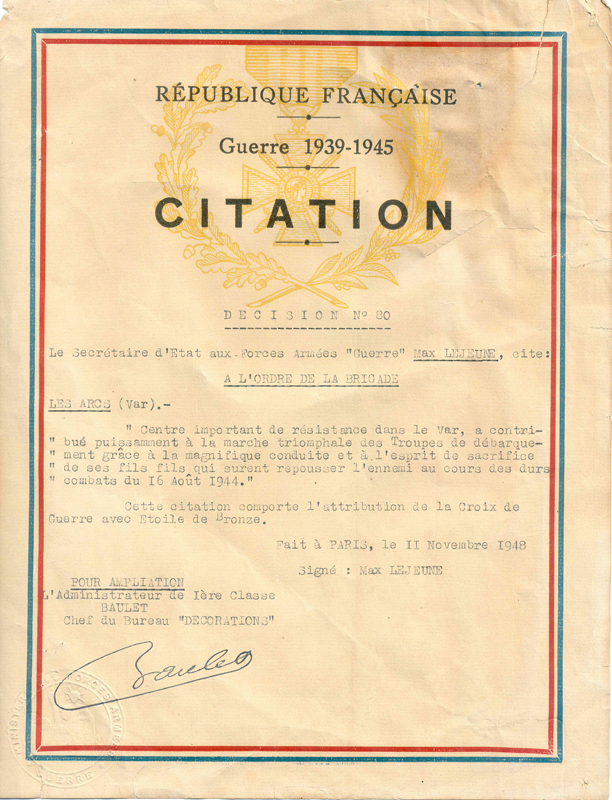
Citation de la ville des Arcs sur Argens.

En 1960 débute la restauration du quartier du Parage.
En janvier 2019, Nathalie Gonzales est élue maire à la suite de la démission d'Alain Parlanti. Il s'agit de la première femme à accéder à cette fonction aux Arcs-sur-Argens.

## Politique et administration

### Liste des maires
| Période                                  | Période                  | Identité              | Étiquette | Qualité                                                      |
| ---------------------------------------- | ------------------------ | --------------------- | --------- | ------------------------------------------------------------ |
| Les données manquantes sont à compléter. |                          |                       |           |                                                              |
| ?                                        | ?                        | M. Hugues             | Rad.      | Conseiller général du canton de Lorgues (1919 → 1922)        |
| mai 1929                                 | janvier 1941             | Paul Simon            | SFIO      | Épicier en gros, juge au tribunal de commerce                |
| 1941                                     | août 1944                | Émile Rouvier         |           |                                                              |
| août 1944                                | mai 1945                 | Julien Brun           | SFIO      | Cheminot, résistant Président de la délégation municipale    |
| 1946                                     | 1972                     | Raoul Textoris        | SFIO      | Négociant en vins, résistant                                 |
| 1972                                     | mars 1989                | André Jauffret        | DVG       |                                                              |
| mars 1989                                | mars 2001                | René Meissonnier      | PS        |                                                              |
| mars 2001                                | février 2003 (démission) | Thierry Textoris      | DVD-UMP   |                                                              |
| février 2003                             | mars 2008                | René Meissonnier      | DVG       |                                                              |
| mars 2008                                | juin 2008                | Jean-Claude Blanquart |           | Président de la délégation spéciale                          |
| juin 2008,                               | janvier 2019 (démission) | Alain Parlanti        | app. MRC  | Cadre du secteur privé 4e vice-président de la CA dracénoise |
| 15 janvier 2019                          | En cours                 | Nathalie Gonzales     | DVG       | Enseignante                                                  |

### Intercommunalité
Les Arcs-sur-Argens fait partie de la communauté de Dracénie Provence Verdon agglomération (ex-Communauté d'Agglomération Dracénoise) qui regroupe vingt-trois communes du département du Var, dont Draguignan de 110 014 habitants en 2017, créée le 31 octobre 2000. Les 23 communes composant la communauté d'agglomération en 2017 sont (par ordre alphabétique) :
- Communes fondatrices
  - Draguignan ; Châteaudouble ; Figanières ; La Motte ; Les Arcs ; Lorgues ; Taradeau ; Trans-en-Provence
- Communes ayant adhéré ultérieurement
  - Ampus ; Bargemon ; Bargème ; Callas ; Claviers ; Comps-sur-Artuby ; Flayosc ; La Bastide ; La Roque-Esclapon ; Le Muy ; Montferrat ; Saint-Antonin-du-Var ; Salernes ; Sillans-la-Cascade ; Vidauban

### Budget et fiscalité municipales
| Taxe                                                | Part communale | Part intercommunale | Part départementale | Part régionale |
| --------------------------------------------------- | -------------- | ------------------- | ------------------- | -------------- |
| Taxe d'habitation (TH)                              | 12,02 %        | 0,00 %              | 6,15 %              | 0,00 %         |
| Taxe foncière sur les propriétés bâties (TFPB)      | 21,20 %        | 0,00 %              | 7,43 %              | 2,36 %         |
| Taxe foncière sur les propriétés non bâties (TFPNB) | 69,69 %        | 0,00 %              | 23,44 %             | 8,85 %         |
| Taxe professionnelle (TP)                           | 18,28 %        | 0,00 %              | 8,55 %              | 3,84 %         |

La part régionale de la taxe d'habitation n'est pas applicable.
La taxe professionnelle est remplacée en 2010 par la cotisation foncière des entreprises (CFE) portant sur la valeur locative des biens immobiliers et par la contribution sur la valeur ajoutée des entreprises (CVAE) (les deux formant la contribution économique territoriale (CET) qui est un impôt local instauré par la loi de finances pour 2010).

### Budget et fiscalité 2019
En 2019, le budget de la commune était constitué ainsi :
- total des produits de fonctionnement : 7 856 000 €, soit 1 681 € par habitant ;
- total des charges de fonctionnement : 6 884 000 €, soit 945 € par habitant ;
- total des ressources d'investissement : 2 857 000 €, soit 392 € par habitant ;
- total des emplois d'investissement : 3 141 000 €, soit 431 € par habitant ;
- endettement : 6 924 000 €, soit 951 € par habitant.

Avec les taux de fiscalité suivants :
- taxe d'habitation : 13,02 % ;
- taxe foncière sur les propriétés bâties : 21,20 % ;
- taxe foncière sur les propriétés non bâties : 69,69 % ;
- taxe additionnelle à la taxe foncière sur les propriétés non bâties : 0,00 % ;
- cotisation foncière des entreprises : 0,00 %.

Chiffres clés Revenus et pauvreté des ménages en 2018 : médiane en 2018 du revenu disponible, par unité de consommation : 20 970 €.

## Population et société

### Démographie
L'évolution du nombre d'habitants est connue à travers les recensements de la population effectués dans la commune depuis 1793. Pour les communes de moins de 10 000 habitants, une enquête de recensement portant sur toute la population est réalisée tous les cinq ans, les populations de référence des années intermédiaires étant quant à elles estimées par interpolation ou extrapolation. Pour la commune, le premier recensement exhaustif entrant dans le cadre du nouveau dispositif a été réalisé en 2007.

En 2022, la commune comptait 7 844 habitants, en évolution de +10,42 % par rapport à 2016 (Var : +4,98 %, France hors Mayotte : +2,11 %).
| 1793  | 1800  | 1806  | 1821  | 1831  | 1836  | 1841  | 1846  | 1851  |
| ----- | ----- | ----- | ----- | ----- | ----- | ----- | ----- | ----- |
| 2 245 | 2 414 | 2 333 | 2 380 | 2 448 | 2 474 | 2 707 | 2 684 | 2 769 |

| 1856  | 1861  | 1866  | 1872  | 1876  | 1881  | 1886  | 1891  | 1896  |
| ----- | ----- | ----- | ----- | ----- | ----- | ----- | ----- | ----- |
| 2 677 | 2 758 | 3 003 | 2 966 | 2 993 | 2 829 | 2 789 | 2 562 | 2 532 |

| 1901  | 1906  | 1911  | 1921  | 1926  | 1931  | 1936  | 1946  | 1954  |
| ----- | ----- | ----- | ----- | ----- | ----- | ----- | ----- | ----- |
| 2 941 | 2 976 | 3 071 | 3 029 | 3 120 | 3 300 | 3 163 | 2 957 | 2 849 |

| 1962  | 1968  | 1975  | 1982  | 1990  | 1999  | 2006  | 2007  | 2012  |
| ----- | ----- | ----- | ----- | ----- | ----- | ----- | ----- | ----- |
| 3 140 | 3 324 | 3 324 | 3 786 | 4 744 | 5 334 | 6 108 | 6 217 | 6 971 |

| 2017  | 2022  | - | - | - | - | - | - | - |
| ----- | ----- | - | - | - | - | - | - | - |
| 7 064 | 7 844 | - | - | - | - | - | - | - |

### Enseignements
Une crèche, le Greou, est ouverte depuis septembre 2005, pour les enfants de 2 mois et demi à 6 ans.
Deux écoles primaires :
- École Jean-Jaurès, avec une école maternelle de 7 classes et une école primaire de 15 classes ;
- École Hélène-Vidal, depuis mars 2009, avec 3 classes de maternelle, et 3 classes de primaire.

Enseignement secondaire :
- Le nouveau collège Jacques-Prévert, ouvert depuis 2000 ;
- Le lycée professionnel agricole des Magnanarelles ;
- CFA (centre de formation des apprentis).

### Manifestations culturelles et festivités
- Tous les deux ans, l'association Les Médiévales et la commune organisent en juillet des spectacles payants. Les rues sont décorées. Des défilés et des animations sur le thème du Moyen Âge sont organisés.
- Le Festival des Chapelles (musique) est organisé en avril et en mai (association Gloriana en partenariat avec la commune).
- Le château Sainte-Roseline (domaine privé) présente des manifestations artistiques et des animations (arts plastiques, concerts…).
- Le château font du broc (domaine privé) organise des manifestations culturelles, équestres et œnologiques.
- Chaque année la commune organise, toutes les semaines en juillet et août, le festival des terrasses sous forme d'apéro-concert gratuit en rendant piéton le centre-ville.
- Le théâtre du Réal, notamment lors du festival "Les Nuits du Réal", offre une large palette de manifestations culturelles et festives en extérieur (concert, théâtre, danses, chant, etc.) avec une jauge d'environ 1 000 personnes.
- Un festival de théâtre dans le quartier médiéval avec plusieurs scènes chaque été et de nombreuses pièces tout au long de l'année dans la salle l'oiseau Lyre.
- La fête de la saint Sébastien en début d'année.
- La grande fête régionale du miel le premier weekend d'octobre.
- Les illuminations de la ville et du quartier médiéval pour les fêtes de fin d'année.
- Des visites guidées sont organisées pour visiter le patrimoine historique et culturel de la ville.

### Santé
Professionnels et établissements de santé :
- Médecins,
- Pharmacies,
- L'hôpital le plus proche est le Centre hospitalier de la Dracénie et se trouve à Draguignan, à 11 km[52],[53]. Il dispose d'équipes médicales dans la plupart des disciplines[54] : pôles médico-technique ; santé mentale ; cancérologie ; gériatrie ; femme-mère-enfant ; médecine-urgences ; interventionnel.
- Autre établissements de santé à Trans-en-Provence, à 6 km.

### Cultes
- Culte catholique, Paroisse Les Arcs-sur-Argens[55], diocèse de Fréjus-Toulon.

### Sports
Les installations sportives permettent la pratique des sports suivants : basket-ball, tennis, football, danse, etc.

## Économie

### Agriculture
La coopérative et une dizaine de châteaux et domaines produisent des crus de côtes-de-provence. La Maison des vins, installée le long de la RN 7, est le siège du Conseil interprofessionnel des vins de Provence (CIVP). C'est une association interprofessionnelles réunissant les opérateurs (viticulteurs, vignerons, caves coopératives et négociants) revendiquant du vin sous une AOC Provence. Elle a été officiellement reconnue par un arrêté du 19 décembre 2003. Le CIVP regroupe depuis le 1er janvier 2004 les trois appellations côtes-de-provence, coteaux-d'aix-en-provence et coteaux-varois-en-provence.
Le moulin du Thelon produit de l'huile d'olive.
Liste des domaines viticoles :
- La fond du Broc.
- Le château Sainte-Roseline[63].
- Le cellier des Archers[64].
- Le Château Clarettes.
- Le domaine Valette.
- Le château Saint-Pierre.
- Le château des Apies.
- La bastide de Saint-Jean
- Le château Maïme[65].
- Le domaine de l'Abadié.

### Commerces
La commune dispose de commerces de proximité, tant sur le plan alimentaire que dans le domaine des services (banques, assurances, services à la personne…).
Il existe un centre commercial « Sud Dracénie », composé d'une grande surface et d'une trentaine de commerces.
La zone logistique « le parc des Bréguières » (groupe Barjane), avec 236 100 m2 de surfaces logistiques étendues sur 65 hectares, rassemble plusieurs enseignes.

### Tourisme
Avec la présence proche des gorges du Verdon au nord, et du golfe de Saint-Tropez au sud, la commune profite d'un tourisme estival et d'arrière-saison. Le tourisme vert comme fil conducteur avec trois axes principaux sur la famille, le terroir, le patrimoine historique, naturel et culturel.
Plusieurs hôtels, chambres d'hôtes et gîtes ruraux sont implantés aux Arcs.
Une balade d'un kilomètre aménagée le long du cours d'eau le Réal, « Balade en Réal Max CARZOLI », pour vélos et piétons qui rejoindra bientôt la forêt communale du massif des Maures.
La vigne à vélo, 4,7 km de piste cyclable et piétonnière (4 mètres de large) partant du centre-ville des Arcs-sur-Argens pour rejoindre, à travers les vignes, la chapelle Sainte-Roseline et bientôt la ville de Draguignan.
Une base de canoë-kayak permettant de rejoindre Roquebrune-sur-Argens en sillonnant le fleuve Argens.
1 500 hectares de forêt communale dans le massif des Maures avec près de 130 km de pistes de randonnée, dont le sentier Apié de Raybaud déjà labellisé.
Le circuit des fontaines se fait en visite guidée.

## Culture locale et patrimoine

### Lieux et monuments

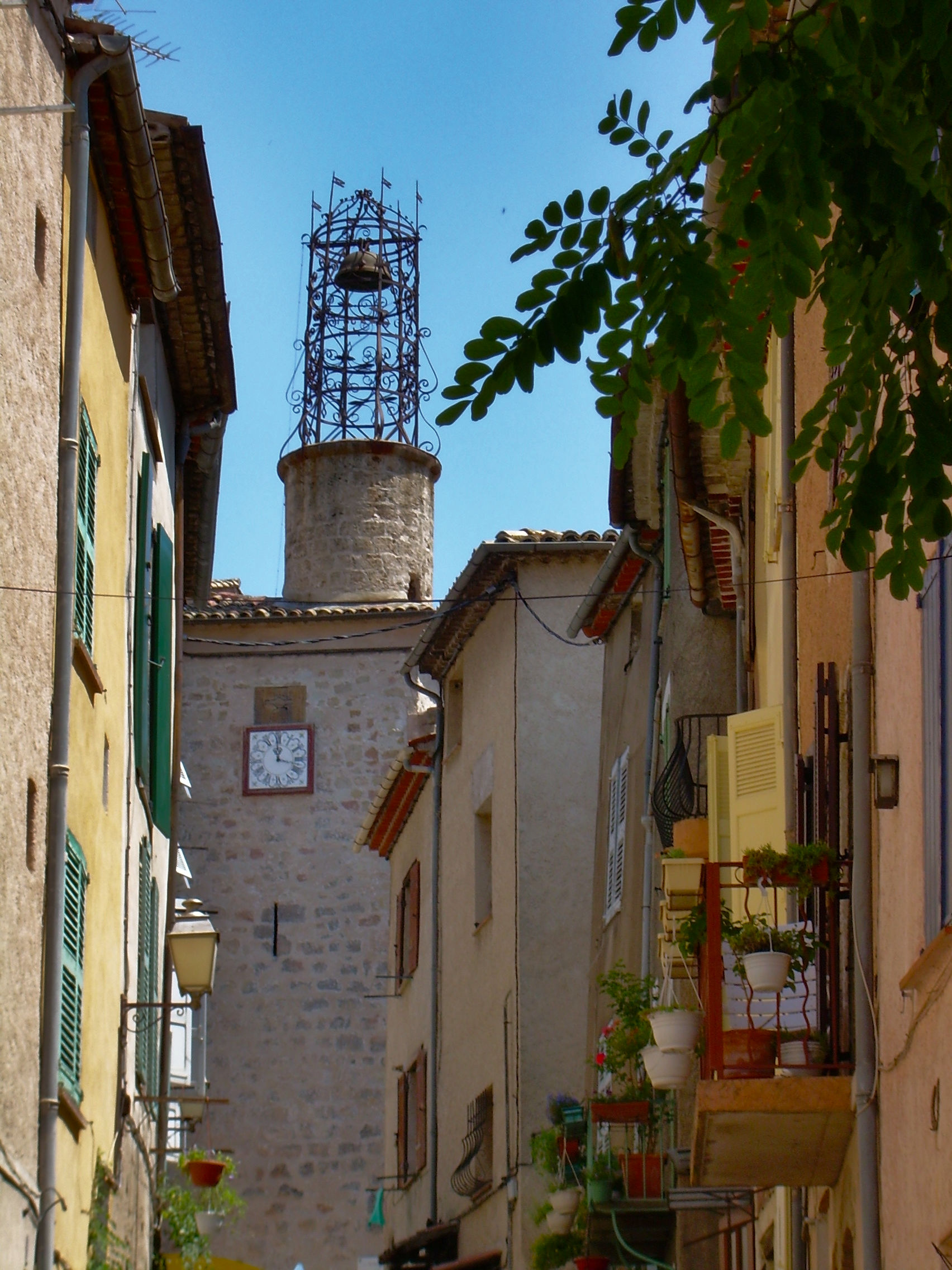
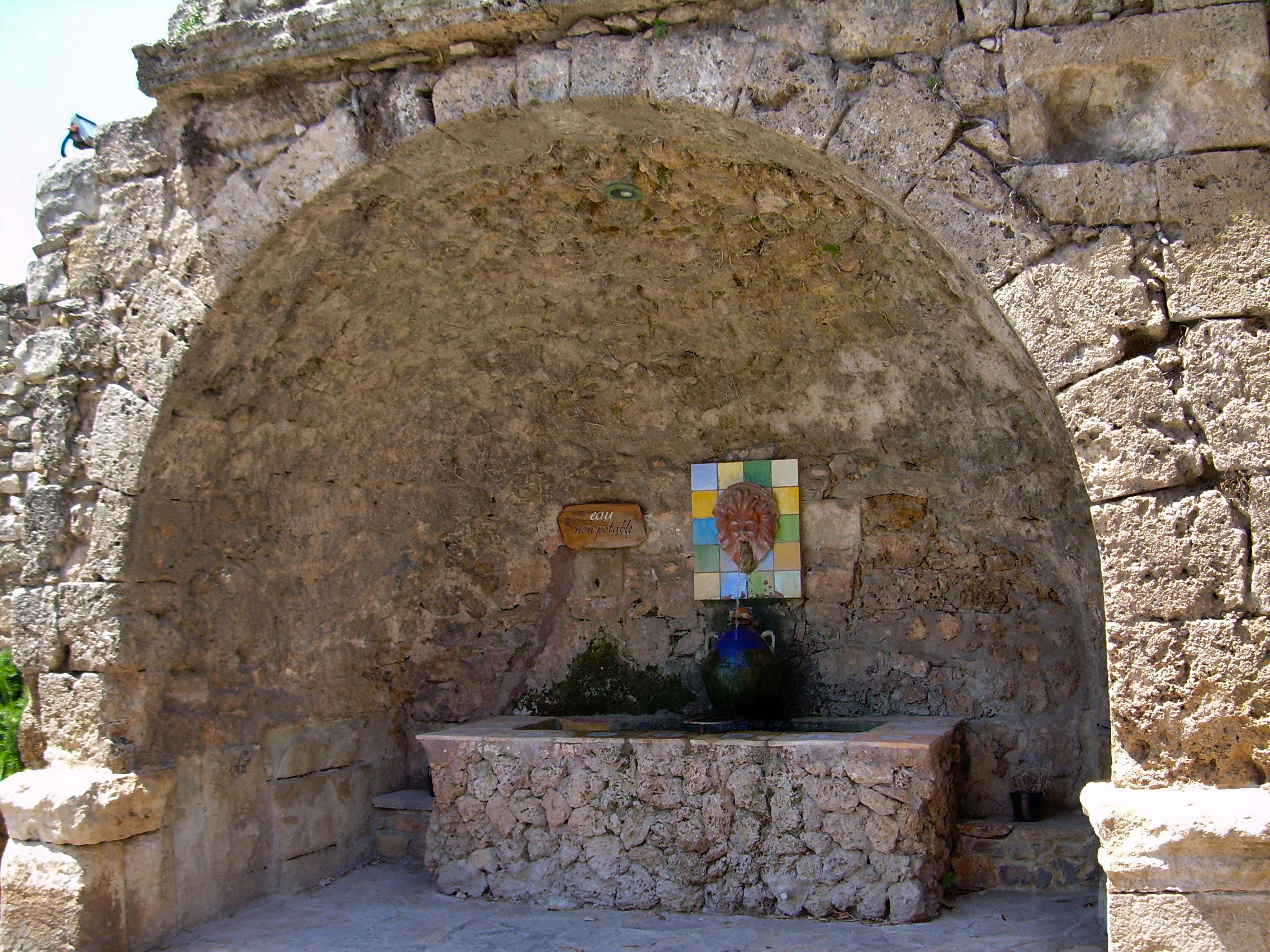
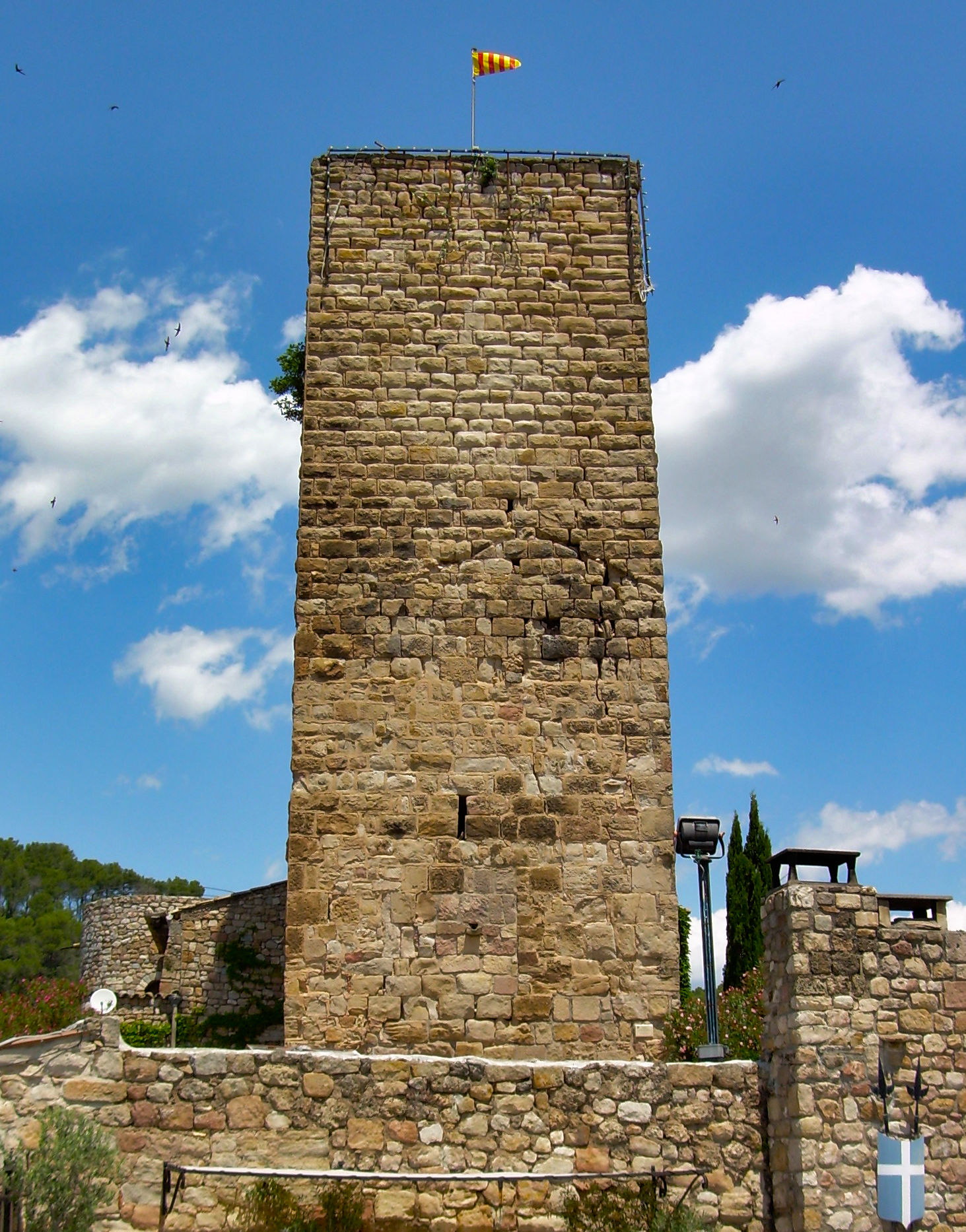
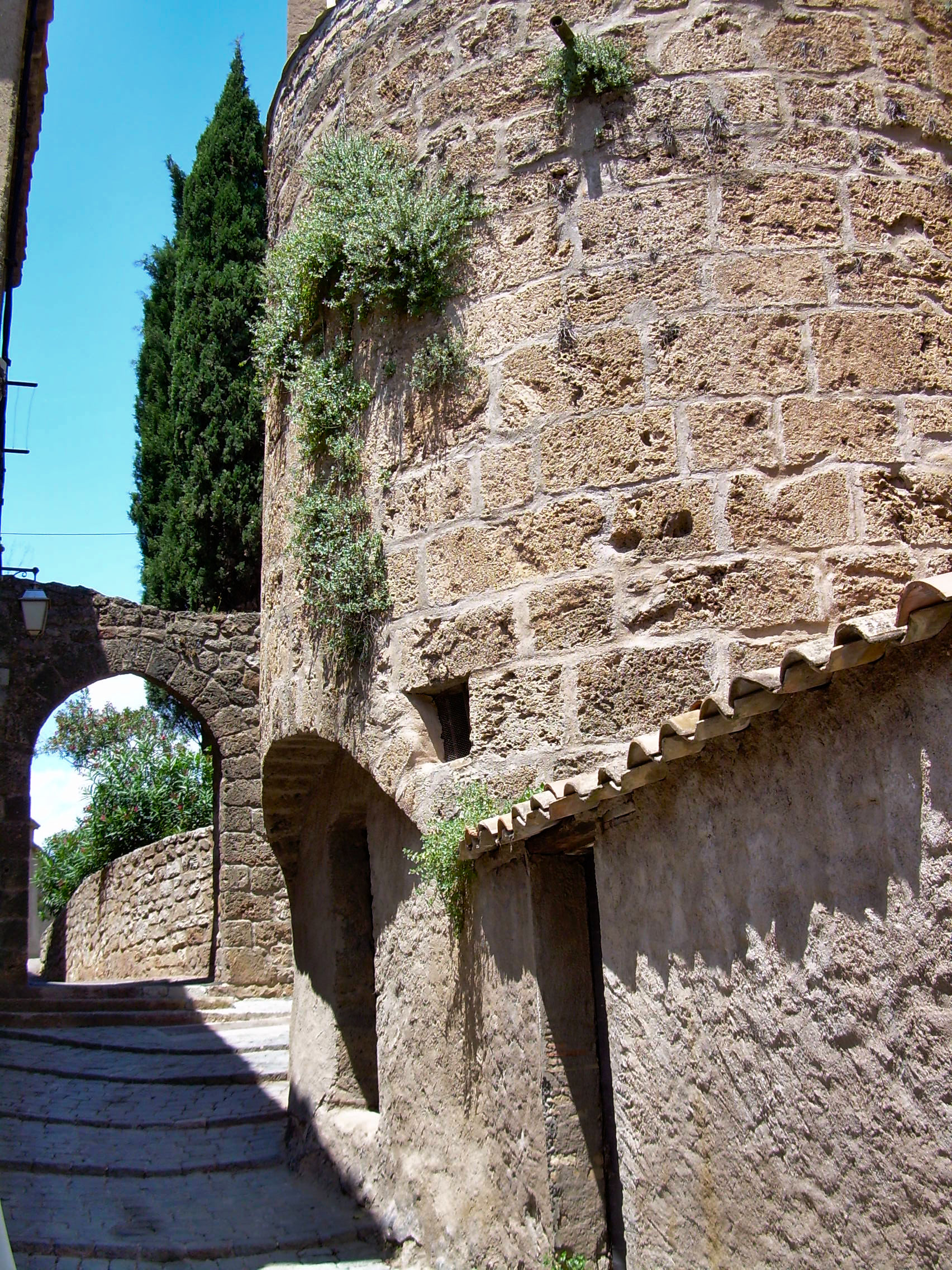
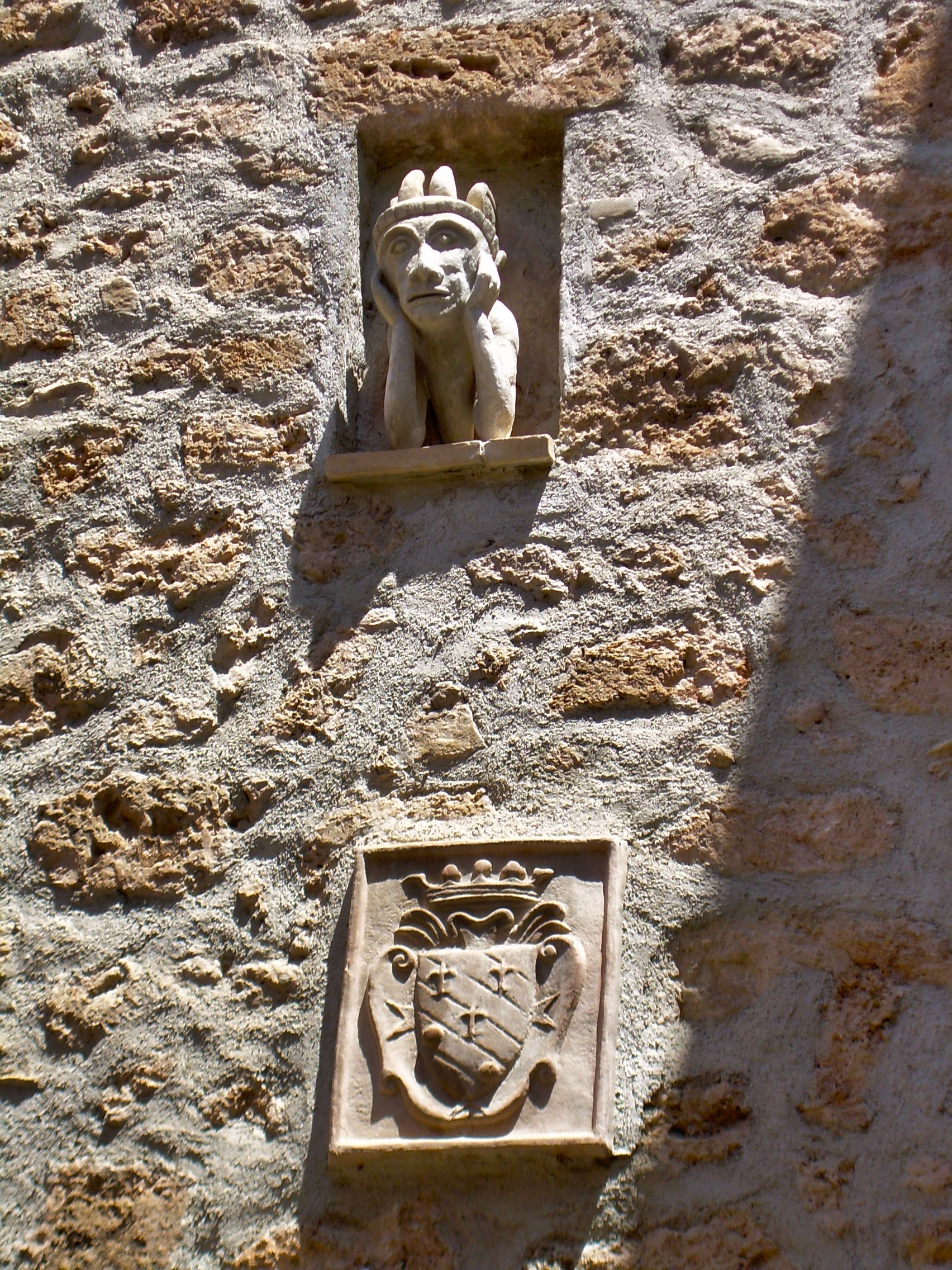

- Le plus remarquable atout de ce village est la présence d'une cité médiévale dont le donjon du XIIIe siècle d'une hauteur de 19 mètres est sans doute le joyau. Dans le quartier médiéval du Parage, il y a un campanile datant du XVIIe siècle (réalisé en 1662 par Louis Tourtonne, maître serrurier de Besse-sur-Issole[72], pour recevoir la cloche fondue au même moment), une église des XIIe – XIIIe siècles et l'église Notre-Dame connue aujourd'hui sous le nom de chapelle Saint-Pierre. Elle abrite aujourd'hui des manifestations artistiques et expose des vestiges du patrimoine archéologique local.
- Le monastère[73] de La Celle-Roubaud (XIe – XIIIe siècles), désormais plus connu sous le nom de château Sainte-Roseline[74],[75], a été reconstruit au XVIe siècle, restauré et réoccupé depuis[76]. Il est au centre d'un important domaine viticole.
- La chapelle Sainte-Roseline[77], édifiée au XIe siècle, a été classée monument historique en 1980. À l'intérieur, on peut admirer un maître-autel baroque entouré d'un retable sculpté, un autre retable attribuable à l'école de Nice des frères Brea, une mosaïque de Marc Chagall, un bas-relief d'Alberto Giacometti et d'autres œuvres. Une châsse en cristal expose une dépouille attribuée à sainte Roseline et un reliquaire ciselé du maître A. Caillat (Grand Prix de l'Exposition universelle de 1889) en conserverait les yeux miraculeusement préservés.
- La chapelle, construite sur le domaine "Château Maïme", au milieu du Moyen Âge, et dédiée à saint Maxime[78].
- L'église du Martyre de Saint-Jean-Baptiste (XIXe siècle), bénie le 19 octobre 1851 et consacrée le 14 octobre 1882[79], possède un polyptyque daté de 1501, de Louis Brea. L'orgue a été construit en 1928, et inauguré le 29 décembre 1930 par le chanoine Cailler d'Aix[80].

Elle a également la particularité d'avoir un monument aux morts devant l'église très symbolique (1923) avec sa statue de la Victoire, dénudée d'un sein, qui tourne le dos à l’église, ainsi que deux rues et une place qui l'entourent, portant le nom de libres penseurs (Le chevalier de la Barre torturé, décapité et brûlé pour blasphème en 1766, Etienne Dolet brûlé sur le bûcher pour athéisme en 1546 et Francisco Ferrer fusillé en 1909 accusé par le clergé catholique). Les rues longeant l'édifice avaient été renommées confirmant les sentiments anticléricaux de la municipalité d'alors.
- Dans la forêt communale du massif des Maures, le site des Terriers comporte un ensemble de neuf menhirs du Néolithique[81],[82]. Un dolmen a été localisé à sa proximité. Les traces de deux oppida sont également perceptibles.
- Enfin la ville basse bénéficie d'un urbanisme (XVIIIe et XIXe siècles) comprenant placettes, façades, lavoirs, fontaine[83], anciens moulins, etc., d'un certain intérêt architectural.

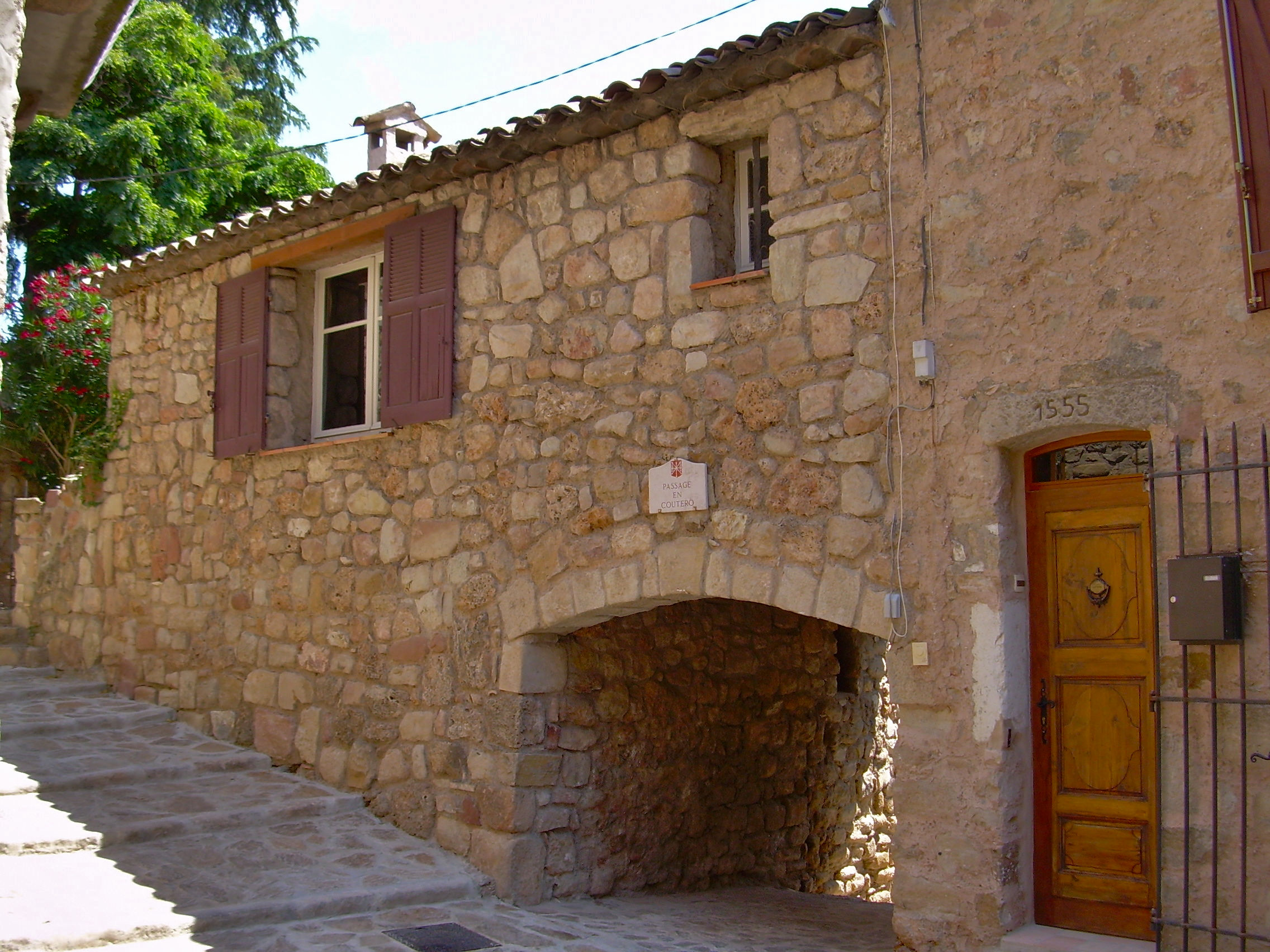
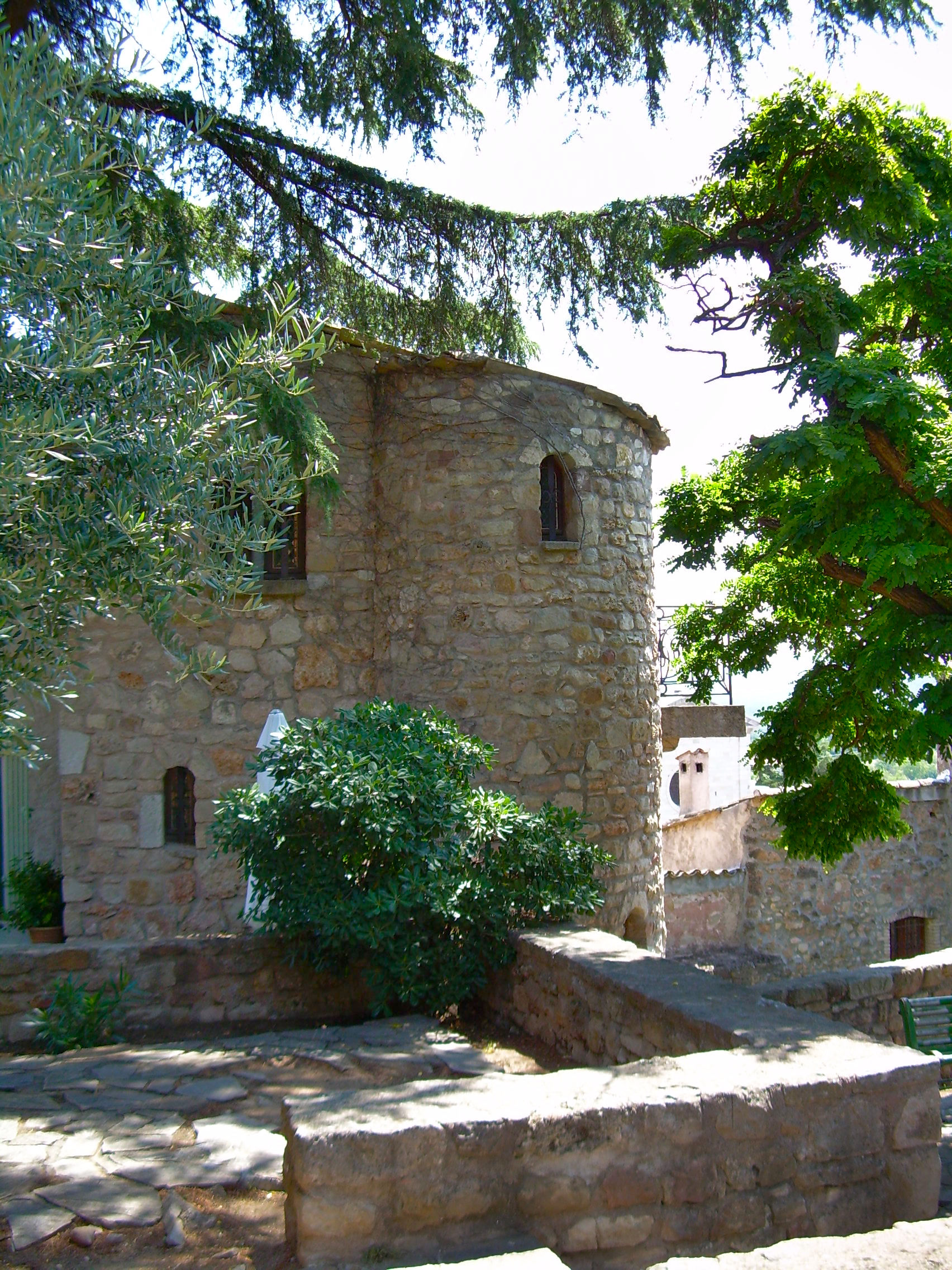
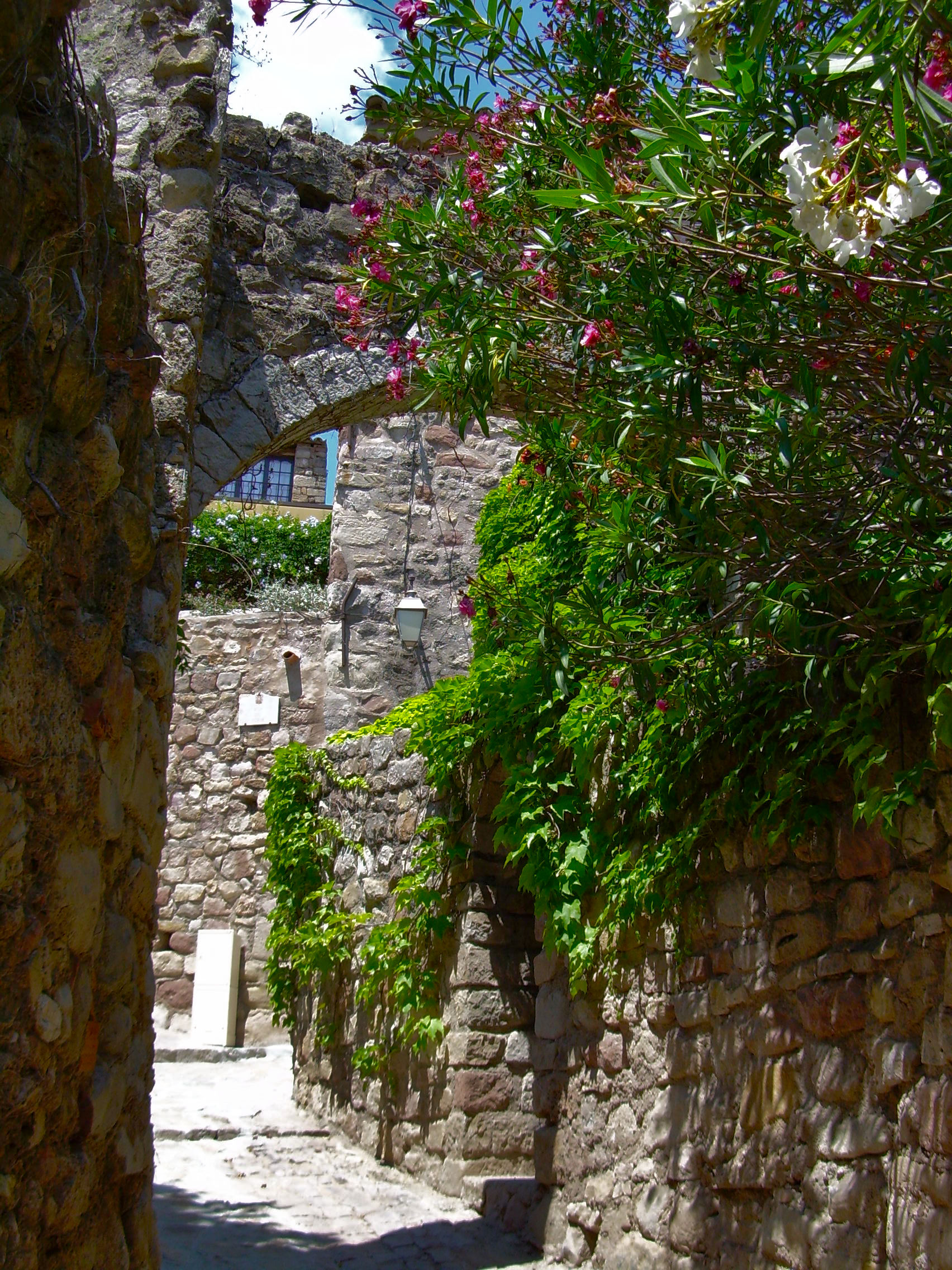
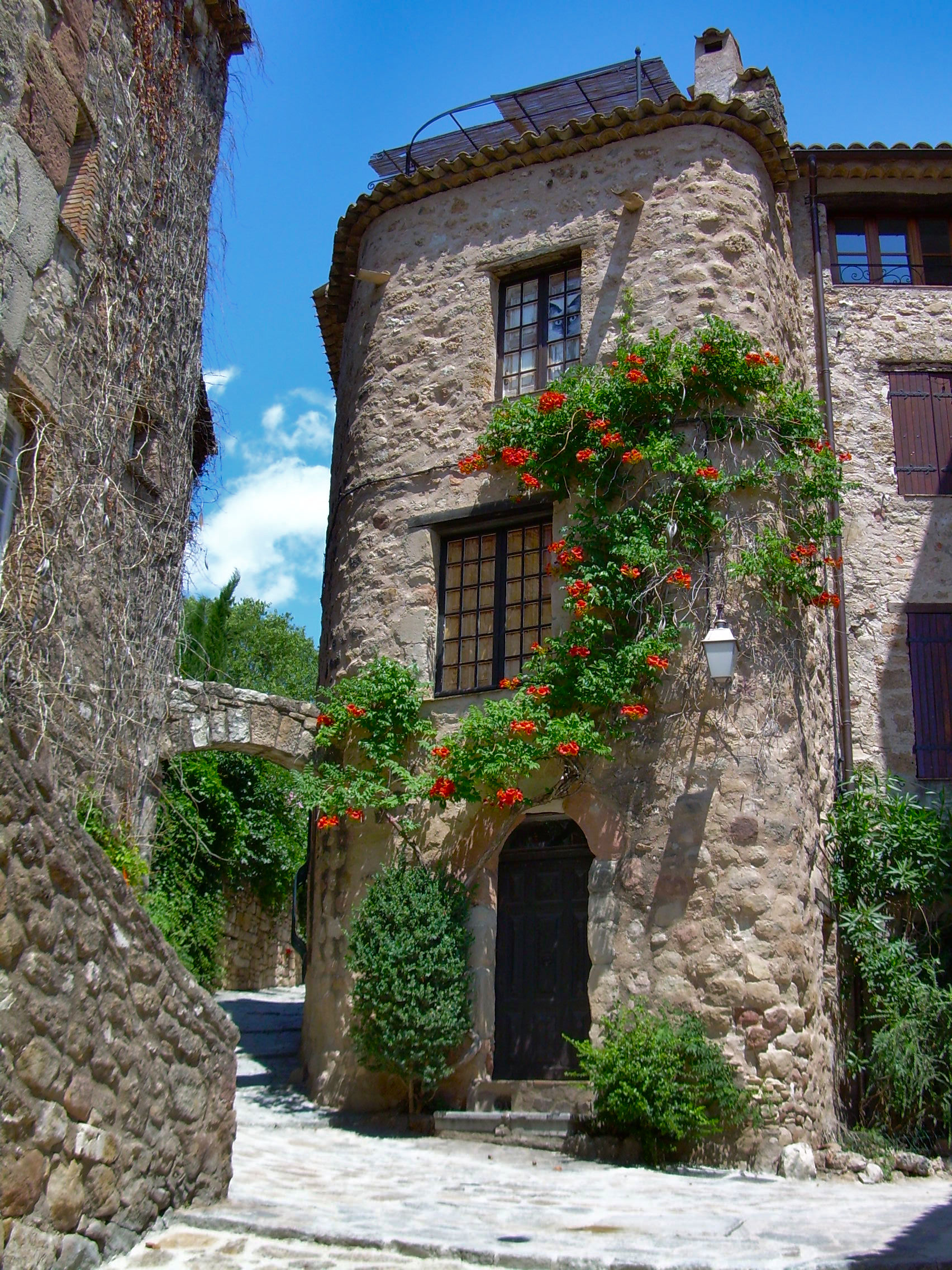
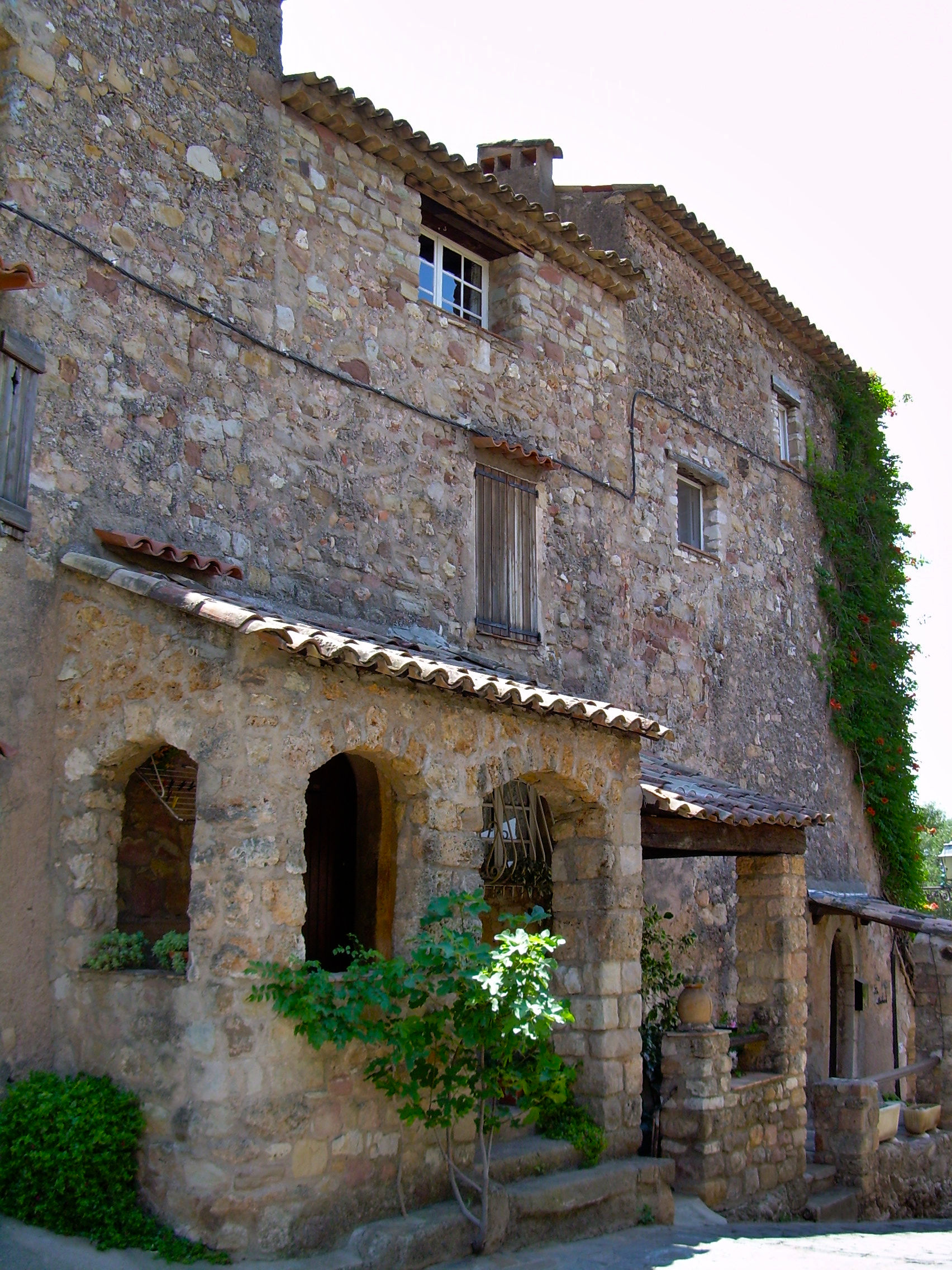
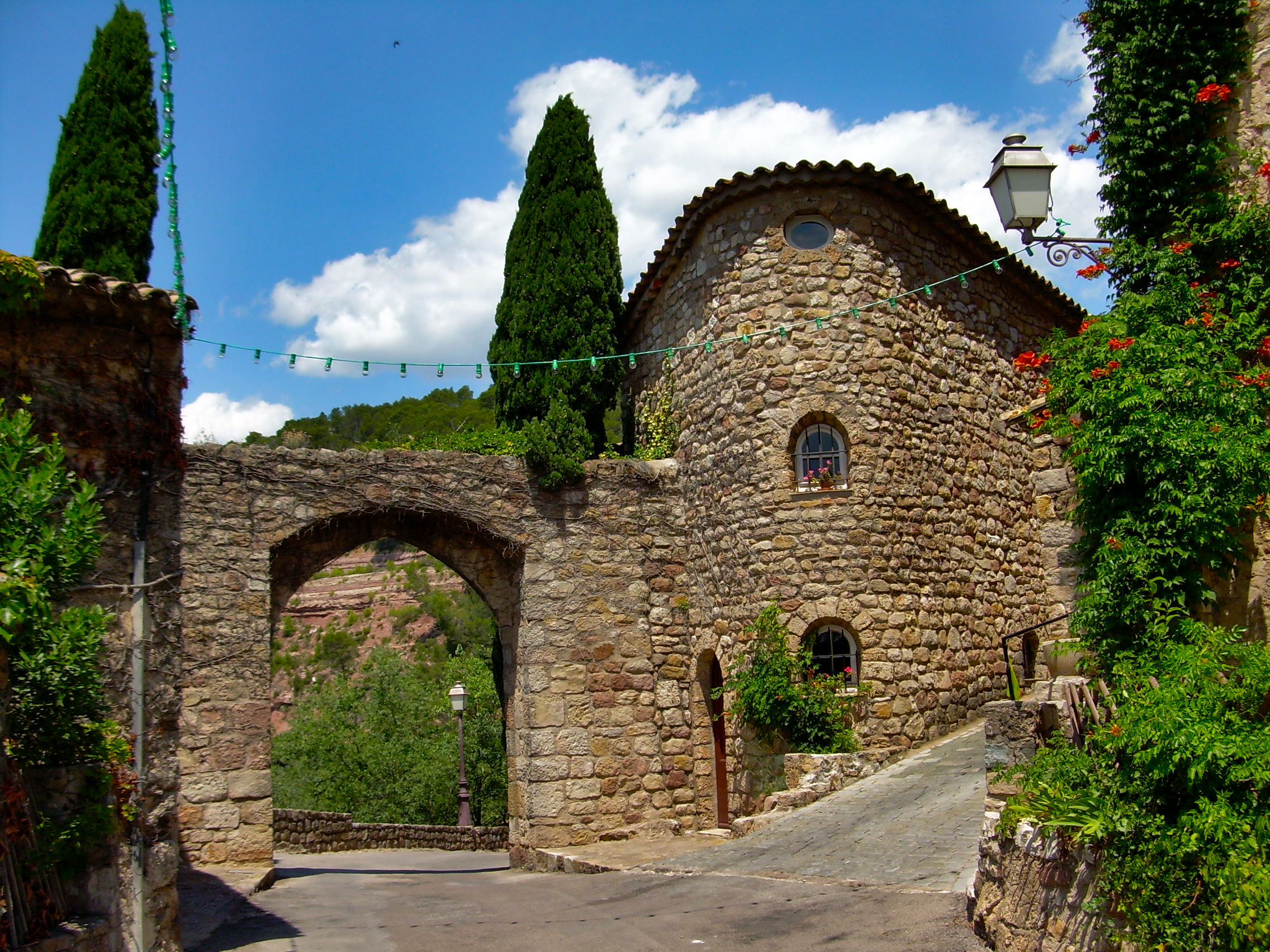

### La légende de Roseline

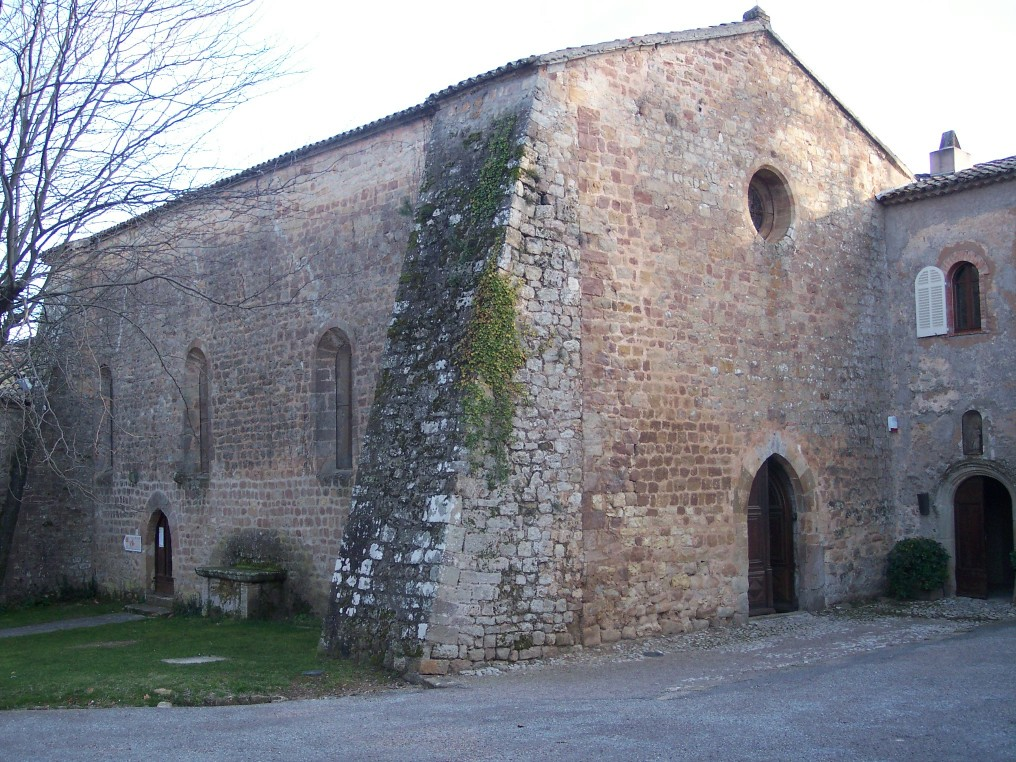
Les Arcs - La chapelle Sainte-Roseline.

Le village médiéval des Arcs cache une légende : Roseline, fille de Giraud II de Villeneuve (seigneur des Arcs) et qui naquit en 1263 aux Arcs, est rattachée à ce que l'on appelle « le miracle des roses ». La généreuse fille du seigneur du village se cachait pour donner à manger aux pauvres qui la sollicitaient. Un matin, Giraud, qui se doutait des largesses de sa fille, se cache près du cellier pour la confondre… Il ne tarde pas à la voir arriver, le tablier chargé de victuailles. Lorsqu'il lui demande de montrer le contenu de son tablier, Roseline (prenant, dit-on, Dieu à témoin) ouvre craintivement son tablier, duquel dépasse une brassée de roses en lieu et place de la nourriture « subtilisée ». Aujourd'hui encore, on peut voir une arche de pierre qu'on appelle « la porte du Miracle ».
Cette histoire n'est pas le seul miracle attribué à Roseline, qui devint chartreuse à 25 ans. Elle meurt en 1329 à 66 ans et devient une sainte que l'on fête le 16 octobre.

### Sauvegarde de l’orgue
L'association « les amis de l'orgue Arcois » fait un appel au don pour sauver l'orgue de l’église Saint Jean-Baptiste,,.

### Équipements culturels
La Maison de l'Histoire des Arcs retrace l'ensemble de l'histoire arcoise, entre le Moyen Âge et la Révolution française.
L'ancienne magnanerie et son moulin à huile Sainte-Cécile, acquis par la commune en 2011 et en cours de restauration, devrait accueillir des expositions permanentes et temporaires, des conférences et des séminaires, mais également servir à promouvoir les produits du terroir.

### Personnalités liées à la commune
- Louis Jean Pascal (1812-1867), avocat et homme politique né aux Arcs, député des Bouches-du-Rhône de 1848 à 1849.
- René Sarvil (1901-1975), parolier, a habité Les Arcs-sur-Argens à la fin de sa vie.
- Madeleine Lemaire (1845-1928), peintre et aquarelliste, née aux Arcs-sur-Argens.
- Georges Cisson (1910-1944), syndicaliste, né aux Arcs-sur-Argens.
- Xavier Bordes (1944-  ) écrivain, poète, journaliste, enseignant, né 79 avenue Jean-Jaurès aux Arcs-sur-Argens.
- Jacques d'Arnoux (1896-1980), militaire, aviateur, écrivain et essayiste, mort aux Arcs-sur-Argens.
- Antoine Truc (1756-1840), magistrat, membre du Conseil des Cinq-Cents.
- Louis Truc (1904-1973), journaliste, essayiste et poète, né aux Arcs-sur-Argens.
- Charles Loupot (1892-1962), affichiste et graphiste français, mort aux Arcs-sur-Argens.
- Le cheval de dressage Robinson de Lafont*de Massa est né sur cette commune[89].

### Héraldique
| Blason des Arcs | Les armes des Arcs se blasonnent : De gueules, à trois flèches d'or, ferrées d'argent, passées en sautoir et en pal, les pointes en bas accostées de deux arcs d'argent en pal, cordés d'or et encochés chacun d'une flèche de même, ces deux flèches ferrées d'argent, les pointes appointées en fasce. Armes parlantes. |